# 各務原公園
各務原公園（かかみがはらこうえん）とは、岐阜県各務原市鵜沼大安寺町1丁目84番地にある岐阜県営の都市公園（岐阜県営都市公園）。

## 概要
県営各務原公園ともいう。指定管理者制度により技研・昭和・東海各務原公園管理業務特別共同体が管理運営を行っている。
1982年（昭和57年）4月29日に開設。
子どもたちが豊かな自然環境の中で、自由に遊びながら交通に関する知識、正しい交通ルール、交通安全技能を身につけることができる「交通教室」「交通広場」が設置されているのが特徴である。 他にも、芝生広場や、木製遊具を配置した冒険広場などがあり、 総合公園でもある。広さは約10.2ha。
関市との境の山中（通称：各務原アルプス）にある。各務野自然遺産の森に隣接する。

## 主な施設
冒険ひろば
広さ約2,600m2。14種の木製遊具がある。
芝生ひろば
広さ約6,400m2。
いこいひろば
広さ約3,100m2。小川が設置されたせせらぎのある広場。
展望のひろば
広さ約1,500m2。
交通ひろば・交通教室
コース約650m。遊びながら交通知識や正しい交通マナーを覚えることができる。交通教室は定員50人、室内で交通知識を学ぶ。

## 所在地
- 岐阜県各務原市鵜沼大安寺町1丁目84番地

## 開園時間など
- 開園時間：8：00～17：00
- 休園日：毎週月曜日。
  - 月曜日が祝日の場合は、翌日。年末年始（12/28～1/3）
- 駐車場：無料

## 交通アクセス

### 公共交通機関
- 新鵜沼駅より各務原市ふれあいバス：鵜沼線「つつじが丘北」バス停下車、徒歩で約30分。
- 名鉄犬山線・各務原線 新鵜沼駅、JR高山本線 鵜沼駅より徒歩で約45分。

### 自動車
- 国道21号「鵜沼西町」交差点を北上。約3km（各務原パークウェイ沿い）。